# 1-Up Studio
1-UP Studio, Inc. (１‐UPスタジオ株式会社?), anteriormente conocida como Brownie Brown Inc. (ブラウニーブラウン Buraunī Buraun?), es un estudio desarrollador de videojuegos fundado por Nintendo con sede en Tokio, Japón.

## Historia
La compañía está formada por antiguos artistas en 2D de Squaresoft, al menos dos de ellos (Kameoka Shinichi y Kouji Tsuda) habían participado previamente en el desarrollo de Legend of Mana para Game Boy y Super Nintendo. Los fundadores abandonaron Square debido a "diferencia de ideales".
La primera creación original de Brownie Brown fue Magical Vacation para Game Boy Advance, que se lanzó en 2001 solo para el territorio japonés. Otro título popular desarrollado por la compañía fue Sword of Mana publicado por Square Enix. Se pensó que era un nuevo título de la saga Mana,  pero en realidad se trataba de una versión mejorada del primer juego de la saga, Seiken Densetsu: Final Fantasy Gaiden (conocido como Mystic Quest en Europa y Final Fantasy Adventure en EE. UU.).
Brownie Brown ha participado en el desarrollo de Mother 3, junto a Shigesato Itoi y HAL Laboratory, juego que no ha traspasado las fronteras niponas y donde es una de las sagas de RPG más reconocidas.
Brownie Brown sólo ha lanzado juegos para las consolas portátiles de Nintendo, aunque llegó a anunciar un videojuego llamado Gofuku para la consola Nintendo GameCube fechado para 2005. De este videojuego no se volvió a saber nada desde entonces y aunque lo más seguro es que fuera cancelado, surgieron rumores de que estuvo en desarrollo para Wii. Nada de esto fue confirmado oficialmente.
En febrero de 2013 Nintendo reestructuró la compañía, cuyo primera modificación fue el cambio de nombre, pasando de llamarse Brownie Brown a 1-UP Studio.

## Juegos desarrollados
| Año  | Título                                | Plataforma (as)                      | Distribuidora                              | Notas                                                   |
| ---- | ------------------------------------- | ------------------------------------ | ------------------------------------------ | ------------------------------------------------------- |
| 2001 | Magical Vacation                      | Game Boy Advance                     | Nintendo                                   |                                                         |
| 2003 | Sword of Mana                         | Game Boy Advance                     | Square Enix, Nintendo                      | Desarrollado en colaboración con Square-Enix.           |
| 2006 | Mother 3                              | Game Boy Advance                     | Nintendo                                   | Desarrollado en colaboración con HAL Laboratory.        |
| 2006 | Magical Starsign                      | Nintendo DS                          | Nintendo                                   |                                                         |
| 2007 | Heroes of Mana                        | Nintendo DS                          | Square Enix                                | Desarrollado en colaboración con Square-Enix.           |
| 2008 | Blue Dragon Plus                      | Nintendo DS                          | AQ Interactive, UTV Ignition Entertainment |                                                         |
| 2009 | Professor Layton's London Life        | Nintendo DS                          | Level 5, Nintendo                          | Desarrollado en colaboración con Level 5.               |
| 2009 | A Kappa's Trail                       | DSiWare                              | Nintendo                                   |                                                         |
| 2010 | Livly Garden                          | Nintendo DS                          | Marvelous Entertainment                    |                                                         |
| 2011 | Super Mario 3D Land                   | Nintendo 3DS                         | Nintendo                                   | Desarrollo cooperativo.                                 |
| 2012 | Fantasy Life                          | Nintendo 3DS                         | Level 5                                    | Desarrollado en colaboración con Level 5.               |
| 2013 | Super Mario 3D World                  | Wii U                                | Nintendo                                   | Desarrollo cooperativo.                                 |
| 2015 | The Legend of Zelda: Tri Force Heroes | Nintendo 3DS                         | Nintendo                                   | Desarrollo cooperativo.                                 |
| 2017 | Super Mario Odyssey                   | Nintendo Switch                      | Nintendo                                   | Desarrollo cooperativo.                                 |
| 2018 | Captain Toad: Treasure Tracker        | Nintendo Switch, Nintendo 3DS, Wii U | Nintendo                                   | Desarrollo cooperativo.                                 |
| 2019 | Ring Fit Adventure                    | Nintendo Switch                      | Nintendo                                   | Asistencia gráfica.                                     |
| 2020 | Super Mario 3D All-Stars              | Nintendo Switch                      | Nintendo                                   | Desarrollo cooperativo.                                 |
| 2021 | Super Mario 3D World + Bowser's Fury  | Nintendo Switch                      | Nintendo                                   | Desarrollo cooperativo.                                 |
| 2025 | Donkey Kong Bananza                   | Nintendo Switch 2                    | Nintendo                                   | Asistencia en diseño de niveles, programación y sonido. |